# Giambattista Toderini
Giambattista Toderini fue un jesuita y literato (Venecia, 27 de junio de 1728 - Venecia, 4 de julio de 1799) que profesó la filosofía con los jesuitas, y tras la supresión de la Orden se estableció con el bailio Gazzoni, quien le siguió a una embajada a Constantinopla.
La segunda biblioteca es la del sultán Mahomet II, restablecida por el sultán Mustafá, después del temblor de tierra de 1774. En el frontispicio del edificio se lee una inscripción árabe cuyo sentido es: que Dios mandó a todo buen musulmán que cultivase las artes y las ciencias. Toderini ha contado en esta biblioteca 1625 tomos árabes, persas o turcos y entre otros un Alcoran de letras cuficas ("Espíritu de los mejores diarios que se publican en Europa", 3 de mayo de 1790, num. 231)

## Biografía
Toderini aficionado desde joven a la vida contemplativa y religiosa, entró en la Compañía de Jesús, y sus superiores lo emplearon a la enseñanza, dedicándose a la filosofía en Verona y Forli, entablando en esta ciudad relaciones con el marqués Maffei, quien le imbuyó la satisfacción por los estudios arqueológicos, y se complació en reunir una colección de medallas de los reyes godos y acometió formar una serie de la de los jesuitas.
Toderini después de la abolición de su Orden se unió al bailio Garzoni al quien siguió en su embajada a Constantinopla, alargando su estancia hasta 1786, inspirándole la idea de estudiar la literatura de los turcos cuya lengua conocía defectuosamente y se formó una biblioteca de libros y manuscritos árabes, reunió instrumentos astronómicos, náuticos y geométricos, fabricados en talleres musulmanes, y se cuidó de hacer ver en Europa que los turcos poseen imprentas, bibliotecas y academias, y que no eran raros a la literatura; el último capítulo del tomo primero tiene por asunto la música, señalando la época de la música en el reinado de Amurates IV, hacia el año 1047 de la Hégira, cuando Schahculi, el Orfeo de Persia, cuando pasó a Constantinopla con otros cuatro de los más hábiles sinfonistas.

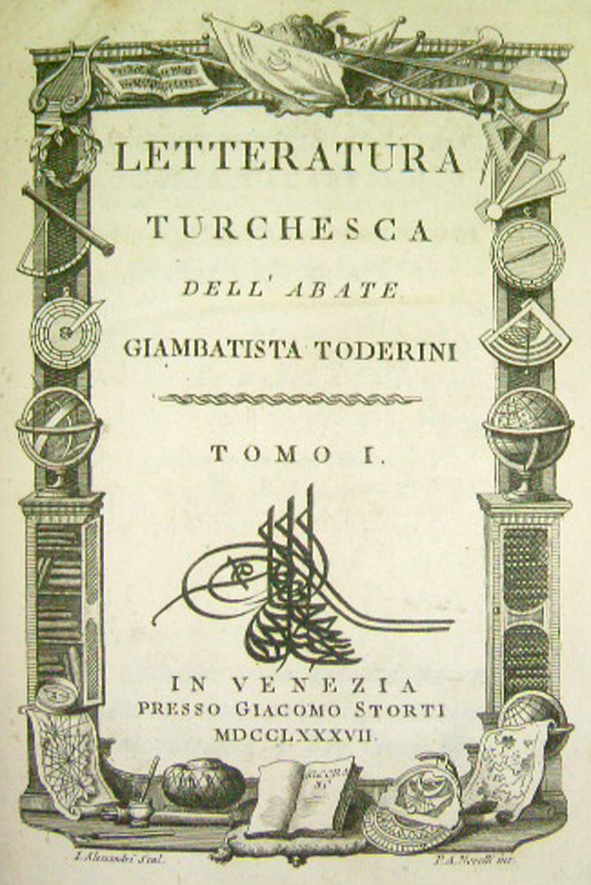
Libro "Della Letteratura Turchesca" de Giambattista Toderini

Toderini fue el primero que logró hacerse con una copia del catálogo de libros de Serai, por medio de un joven empleado de palacio, que insertó en la citada obra de literatura turca, resulta que aquella biblioteca contiene algunos manuscritos griegos y latinos, pero ni el Tácito ni el Tito Livio, figuran entre ellos, y su catálogo debía de ser incompleto porque contiene 998 obras de las de las 15.000 que compuso Ohsson.  
Con este amparo, cuya solidez debe reputarse, se puso en disposición de escribir su obra, que gusto mucho por la originalidad del asunto, pues si ya había sido tratado por J.B. Donado, en su obra "De la literatura de los turcos", Venecia, 1788, en 12º, nadie se acordaba de ello, y apenas publicada la obra de Toderini mucha gente se avivó a leerle y fue traducida a varios idioma, como el abad Cournand, lector y profesor real, que la tradujo al francés, París, 1789, 3 vols. "De la litterature des turcs".
También Toderini escribió de historia natural y filosofía y en las páginas 79 y 80 de su libro "De la literatura turca" , Toderini dice lo siguiente: La lógica que estudian los turcos es obra de Aristóteles, el cual como notó Gezali en su obra titulada "Monked", y según Herbelot, es el inventor del arte de raciocinar y el primero que redujo a método esta ciencia. (Salvador Costanzo; Historia Universal, Madrid: Establecimiento Tipográfico Mellado, 1855).

## Obras
- Disertación sobre un madero fósil

- Sull'induramento di molti bachi da seta
- Sull'Aurora BorealeTexto, Modena, 1770.
- Filosofia Frankliliana delle punte persevatrici del fulmine, Módena, 1771.
- La Constatiniana apparizione della Croce, contra al protestante G. Alberto Fabrzio, Venezia, 1773.
- Della letteratura turchesca, Venezia, 1787, 3 vols. in-8º. (reediatada en 2008, Frankfurt, Inst. for the History of Arabic-Islamic..)
- L'onest uomo saggi di morale filosofia, Venezia, 1780.
- Nuove osservazione sopra il camaleone di Smirne
- Sull'andamento de'quadrupeli
- Supra due antichissimi Alcorane ed alcune monete cufique, Pádua, 1810, in-8º

- Otras